# Saarländische Galerie
Die Saarländische Galerie befindet sich im Berliner Ortsteil Kreuzberg in der Nähe des Checkpoint Charlie in der Charlottenstraße 3 und wird von dem gemeinnützigen Verein Saarländische Galerie – Europäisches Kunstforum e. V. getragen.

## Idee
Die Galerie fühlt sich dem grenzübergreifenden kulturellen Austausch zwischen dem Saarland, Luxemburg, der Deutschsprachigen Gemeinschaft Belgiens und Frankreich verpflichtet. Auf diese Weise ist ein Strukturmodell europäischen Kunstaustauschs entstanden, in dem Berlin als Drehscheibe für kreatives Schaffen wirken soll. Somit verbindet die Gründungsidee bürgerschaftliches Engagement und lebendigen Kulturföderalismus mit einer europäischen Vision.
Seit Beginn der Ausstellungstätigkeit im September 2004 wurden Arbeiten von Künstlern aus Tschechien, Frankreich, Luxemburg, Belgien und natürlich aus dem Saarland und Berlin gezeigt.

## Gründungsgeschichte
Nach der Eröffnung des Neubaus der Vertretung des Saarlandes beim Bund in Berlin im Januar 2001 entwickelte die damalige Bevollmächtigte des Saarlandes, Staatssekretärin Monika Beck, das Konzept, saarländisches, lothringisches und luxemburgisches Kunstschaffen in Berlin zu präsentieren. Bildende Kunst, Neue Medien, Literatur, Musik und Film sollten das künstlerische Geschehen in der Region zeigen. Dabei zeigte sich bald, dass die Räumlichkeiten der Saarländischen Landesvertretung aufgrund der „normalen“ Nutzung für Konferenzen und Tagungen hierfür nicht ausreichen würden. Im Jahr 2004 konnten deshalb die im Palais am Festungsgraben angemieteten Räume eröffnet werden. 2016 bezog die Galerie neue Räume in der Nähe des Checkpoint Charlie.
Zunächst noch in Verantwortung der Vertretung des Saarlandes beim Bund, ging bereits im Dezember 2005 die Trägerschaft der Galerie auf den gemeinnützigen Verein „Saarländische Galerie – Europäisches Kunstforum e. V.“ über. Damit wurde die Präsentation des Kulturschaffens in bürgerschaftliches Engagement überführt, eine mögliche staatliche Einflussnahme ausgeschlossen und gleichzeitig die Unterstützung der saarländischen Landesregierung auf der Basis der Projektförderung fortgeschrieben.

## Leitung
Vorsitzender ist derzeit Reinhold Kopp, stellvertretende Vorsitzende sind Irmtrud Pandza und Bernhard Lohr.